# Грегор Кобель
Грегор Кобель (нім. Gregor Kobel, нар. 6 грудня 1997, Цюрих) — швейцарський футболіст, воротар клубу «Боруссія» Дортмунд.

## Клубна кар'єра
Народився 6 грудня 1997 року в місті Цюрих в родині хокеїста Петера Кобеля. Почав займатись футболом у своєму рідному місті, а у віці восьми років він перейшов у академію «Грассгоппера». 2014 року юнака орендував німецький клуб «Гоффенгайм 1899», який 2016 року забрав його до себе у клуб на повноцінній основі і Кобель став виступати за дублюючу команду.
На професійному рівні дебютував виступами за першу команду 12 серпня 2017 року у першому турі Кубка Німеччини проти «Рот-Вайса» (Ерфурт), відстоявши матч без пропущених голів (1:0). 7 грудня Кобель дебютував і у єврокубках, зігравши проти болгарського «Лудогорця» на груповому етапі Ліги Європи.
В травні 2021 року Грегор Кобель за 15 млн євро став гравцем дортмундської «Боруссії».

## Виступи за збірні
2013 року дебютував у складі юнацької збірної Швейцарії, взяв участь в 11 іграх на юнацькому рівні. У 2013 році у складі збірної до 17 років був учасником юнацького чемпіонату Європи на Мальті, де його збірна не вийшла з групи.
З 2016 року залучався до складу молодіжної збірної Швейцарії. На молодіжному рівні зіграв у 10 офіційних матчах, пропустив 9 голів.
З 2017 року став викликатись на матчі національної збірної Швейцарії як запасний воротар. У травні 2018 року Владимир Петкович увів Грегора Кобеля до розширеного списку з 26 гравців учасників чемпіонату світу 2018 року в Росії, втім до фінального складу не потрапив.

## Статистика виступів

### Статистика клубних виступів
| Сезон                          | Команда                        | Чемпіонат                      | Чемпіонат | Чемпіонат | Національний кубок | Національний кубок | Національний кубок | Континентальні кубки | Континентальні кубки | Континентальні кубки | Інші змагання | Інші змагання | Інші змагання | Усього | Усього | Усього |
| Сезон                          | Команда                        | Ліга                           | Ігор      | Голів     | Ліга               | Ігор               | Голів              | Ліга                 | Ігор                 | Голів                | Ліга          | Ігор          | Голів         | Ігор   | Голів  |        |
| ------------------------------ | ------------------------------ | ------------------------------ | --------- | --------- | ------------------ | ------------------ | ------------------ | -------------------- | -------------------- | -------------------- | ------------- | ------------- | ------------- | ------ | ------ | ------ |
| 2015–16                        | «Гоффенгайм 1899» II           | РЛ                             | 5         | -2        | -                  | -                  | -                  | -                    | -                    | -                    | -             | -             | -             | 5      | -2     |        |
| 2016–17                        | «Гоффенгайм 1899» II           | РЛ                             | 26        | -24       | -                  | -                  | -                  | -                    | -                    | -                    | -             | -             | -             | 26     | -24    |        |
| 2017–18                        | «Гоффенгайм 1899» II           | РЛ                             | 4         | -4        | -                  | -                  | -                  | -                    | -                    | -                    | -             | -             | -             | 4      | -4     |        |
| Усього за «Гоффенгайм 1899» II | Усього за «Гоффенгайм 1899» II | Усього за «Гоффенгайм 1899» II | 35        | -30       |                    | -                  | -                  |                      | -                    | -                    |               | -             | -             | 35     | -30    |        |
| 2017–18                        | «Гоффенгайм 1899»              | БЛ                             | 0         | -0        | КН                 | 2                  | -1                 | ЛЧ+ЛЄ                | 0+1                  | -0 + -1              | -             | -             | -             | 3      | -2     |        |
| Усього за кар'єру              | Усього за кар'єру              | Усього за кар'єру              | 35        | -30       |                    | 2                  | -1                 |                      | 1                    | -1                   |               | -             | -             | 38     | -32    |        |